# Johann Karl Loth

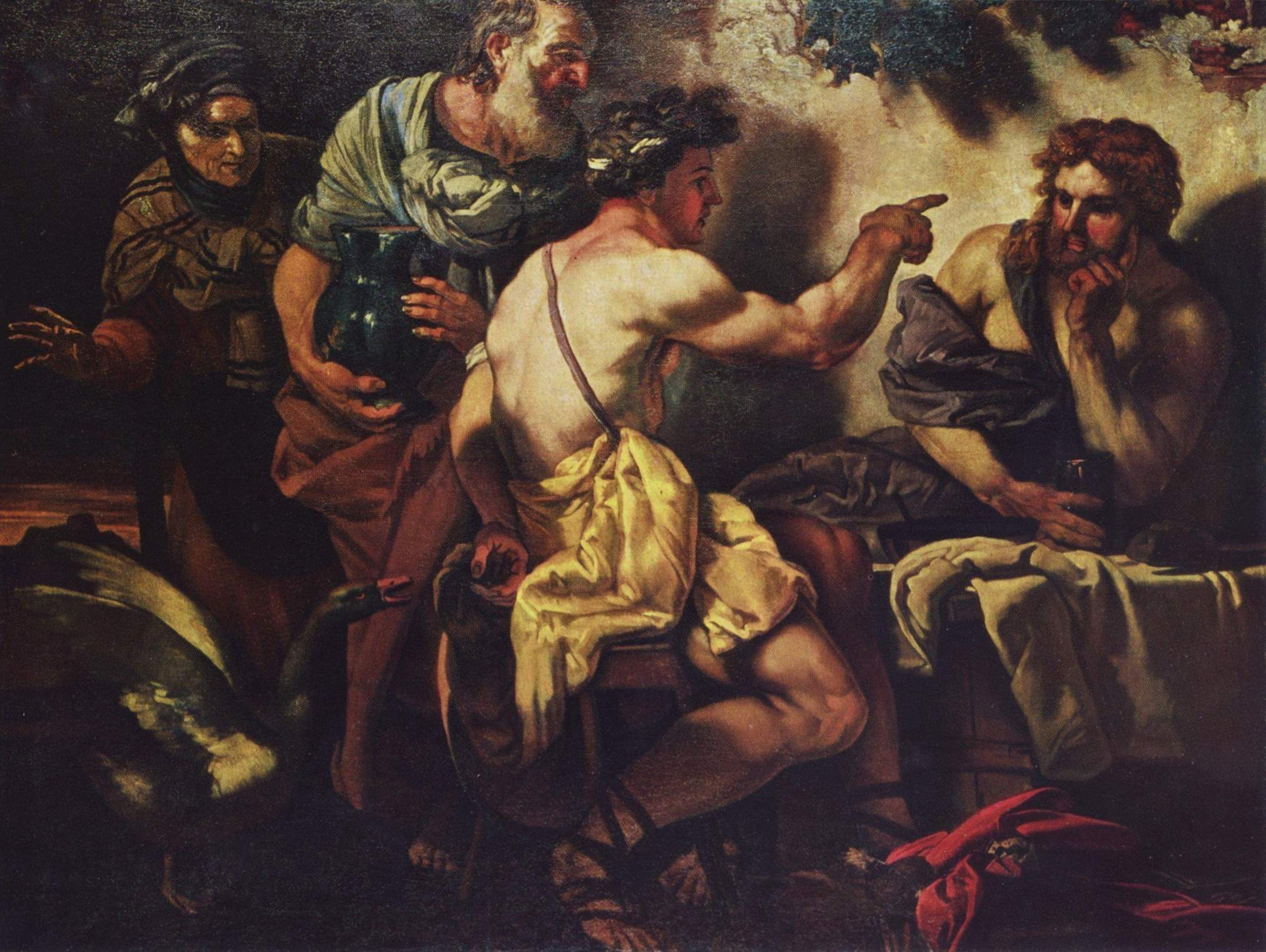
Johann Carl Loth, Jupiter i Merkury u Filemona i Baucis (1659)

Johann Carl Loth, zw. Carlotto (ur. 8 sierpnia 1632 w Monachium, zm. 1698 w Wenecji) – niemiecki malarz i rysownik okresu baroku, caravaggionista.

## Życiorys
Jego ojciec Johann Ulrich Loth był malarzem, matka – iluminatorką. Wykształcenie artystyczne wyniósł z domu. Ok. 1655 osiadł w Wenecji.
Malował sceny religijne i mitologiczne oraz portrety. Początkowo uległ wpływom caravaggionistów, w późniejszych pracach, głównie pod wpływem Pietra da Cortony, stał się bardziej klasycyzujący.
W zbiorach Muzeum Narodowego w Warszawie znajduje się kilka jego obrazów: Mężczyzna z czaszką, Mężczyzna z wazą, Śmierć Katona, Zuzanna i starcy i Scena z dziejów Hioba.

## Wybrane dzieła
- Adam opłakujący śmierć Abla, – Florencja, Uffizi,
- Apollo, Pan i Marsjasz – Berlin, Gemaeldegalerie,
- Artysta – Florencja, Uffizi,
- Eliezar i Rebeka u studni (ok. 1670) – St. Petersburg, Ermitaż,
- Ewa kusząca Adama – Ottawa, National Gallery of Canada,
- Jawnogrzesznica – Rennes, Musée des Beaux-Arts,
- Jupiter i Merkury u Filemona i Baucis (ok. 1659) – Wiedeń, Muzeum Historii Sztuki,
- Kain i Abel – Florencja, Uffizi,
- Lot z córkami – Drezno, Gemaeldegalerie,
- Męczeństwo św. Gerarda – Padwa, San Giustino,
- Miłosierny Samarytanin (ok. 1676) – Pommersfelden, Pałac Weißenstein
- Pijaństwo Noego – Monachium, Stara Pinakoteka,
- Portret artysty – Florencja, Galleria Palatina,
- Przypowieść o miłosiernym Samarytaninie – Wiedeń, Muzeum Historii Sztuki,
- Śmierć Katona – Le Puy-en-Velay, Musée Crozatier,
- Św. Romuald – Wenecja, Accademia,
- Święta Rodzina (1681) – Wenecja, San Silvestro,
- Zmartwychwstanie Chrystusa – Florencja, Uffizi,
- Zuzanna i starcy (1675) – Los Angeles, J. Paul Getty Museum.